# NGC 7648
NGC 7648 is een lensvormig sterrenstelsel in het sterrenbeeld Pegasus. Het hemelobject werd op 18 oktober 1784 ontdekt door de Duits-Britse astronoom William Herschel.

## Synoniemen
- IC 1486
- IRAS 23213+0923
- UGC 12575
- ZWG 406.96
- MCG 1-59-72
- MK 531
- PGC 71321